# アニー・オークレイ
アニー・オークレイ（Annie Oakley、出生名：フィービー・アン・モーゼズ（Phoebe Ann Moses）、1860年8月13日 - 1926年11月3日）は、アメリカ合衆国オハイオ州生まれの女性の射撃名手。バッファロー・ビルのワイルド・ウエスト・ショーに出演していた。
オークリーはオハイオ州西部の貧困に苦しむ家族を養うため、子供の頃から銃の腕を磨いた。15歳で射撃コンテストに出場し、ベテラン射撃手フランク・E・バトラーと対戦して勝利し、のちに結婚した。1885年、2人はバッファロー・ビルのショーに参加し、ヨーロッパにて王族や首長などが観覧するショーに出演した。夫がくわえた葉巻や、30ペース先から横向きのトランプカードを撃ち落とし、観客を驚かせた。ショーの出演者ではバッファロー・ビルに次ぐ高収入であった。
1901年、鉄道事故に巻き込まれ、これまでのような体力を使う活動はできなくなり、当て書きの演劇で巡業するようになった。そして、自己防衛に必要という強い想いから女性に銃の使い方を教えるようになった。1894年、トーマス・エジソンが初期のキネトスコープでオークレイの射撃技術を撮影した。オークレイの没後、その生涯は『アニーよ銃をとれ』など複数、ミュージカル化、映画化された。

## 略歴
幼少期から数々の射撃大会に参加して評判を得、1885年、バッファロー・ビルの主催する『ワイルド・ウェスト・ショー（Wild West show）』にスカウトされ看板スターになった。身長152cmと小柄であったが射撃の腕はきわめて優れ、22口径ライフルで27mの距離から横向きのトランプカードを分断し、地面に落ちるまでに5ないし6個の穴をあけることが出来た。ヨーロッパ巡業で、ドイツの皇太子が口にくわえた葉巻を撃ち落して見せたという話もある。容姿にも恵まれ、また当時は女性の社会的地位も低かった中で男性に勝る技能を持ったこともあって人気を博し、後にその生涯は映画やテレビドラマの題材として数多く取り上げられた。アービング・バーリンのミュージカルおよび映画『アニーよ銃をとれ』は彼女が題材となっている。夫フランク・バトラーも射撃の名手だった。
第一次世界大戦にアメリカが参戦した際、新兵の射撃訓練の教官としても業績を上げている。

## 生い立ち
1860年8月13日、インディアナ州の州境沿いの田舎町であるオハイオ州ダーク郡ウッドランド(現ウィロウデル)約3km北西にあるログキャビンで生まれ、フィービー・アン(アニー)・モーズィと名づけられた。オハイオ州ノース・スターの約8km東に位置する。1981年、生誕121年を記念し、記念碑が設けられた。
両親はペンシルベニア州ブレア郡ホリデイズバーグからのイギリス系クエーカーで、1848年、ジェイコブ・モーズィ(1799年生まれ、49歳)とスーザン・ワイズ(18歳)は結婚した。1855年頃、オハイオ州ダーク郡パターソン・タウンシップに農地借用で移転し、のちにローンで購入した。
1860年、9人きょうだいの6番目としてオークレイが誕生したが、うち7人が生存してオークレイは5番目となった。きょうだいにはメリージェーン(1851–1867)、リディア(1852–1882)、エリザベス(1855–1881)、サラエレン(1857–1939)、キャサリン(1859–1859)、ジョン(1861–1949)、ハルダ(1864–1934)がおり、1865年に死産の男児がいた。父親は米英戦争に出兵しており、オークレイ誕生時には61歳で、1865年後期の暴風雪の際には低体温症で病身となり、1866年初頭、66歳で肺炎で亡くなった。その後、母親はダニエル・ブランボーと再婚し、エミリー(1868–1937)が誕生したが、再び未亡人となった。
父親の死後、貧困によりオークレイは子供の頃、定期的に通学できずに後年進学し直した。1870年3月15日、9歳で姉サラエレンと共にダーク郡病院に入院した。自伝によると、病院長のサミュエル・クロフォード・エディントンと妻ナンシーから裁縫や装飾を学んだ。1870年初春、週50セント (2023年時点の$12と同等) および教育を受けることを条件に地元の夫妻の幼い男児の世話をする予定であった。しかしこの夫妻は水汲み、料理のできる体格の良い人物を探していたのである。約2年間、ここで奴隷のように過ごし、身体的虐待を受け精神的に追い詰められていた。ある日、妻はオークレイの裁縫中の居眠りの罰として極寒の中オークレイを靴なしで外に追い出した。自伝では夫妻の名前を明かさず、「狼」と呼んでいた。
グレンダ・ライリーの伝記によると、この夫妻の姓はスチュードベイカーとしているが、1870年の国勢調査により、プレブル郡辺りのエイブラム・ブース夫妻ではないかとしている1872年春頃、夫妻から逃げ出した。シリ・キャスパーの伝記によると、エディントン家に住むようになり、15歳頃に母親の家に戻った。
オークレイは家族を養うために7歳になる前に捕獲を始め、8歳で狩猟をするようになった。シンシナティなどのホテルに販売するグリーンビルの卸、オハイオ州北部のレストランやホテルなどに捕獲した動物の肉を売却していた。15歳で母親の農場のローンを完済した。

## デビューおよび結婚

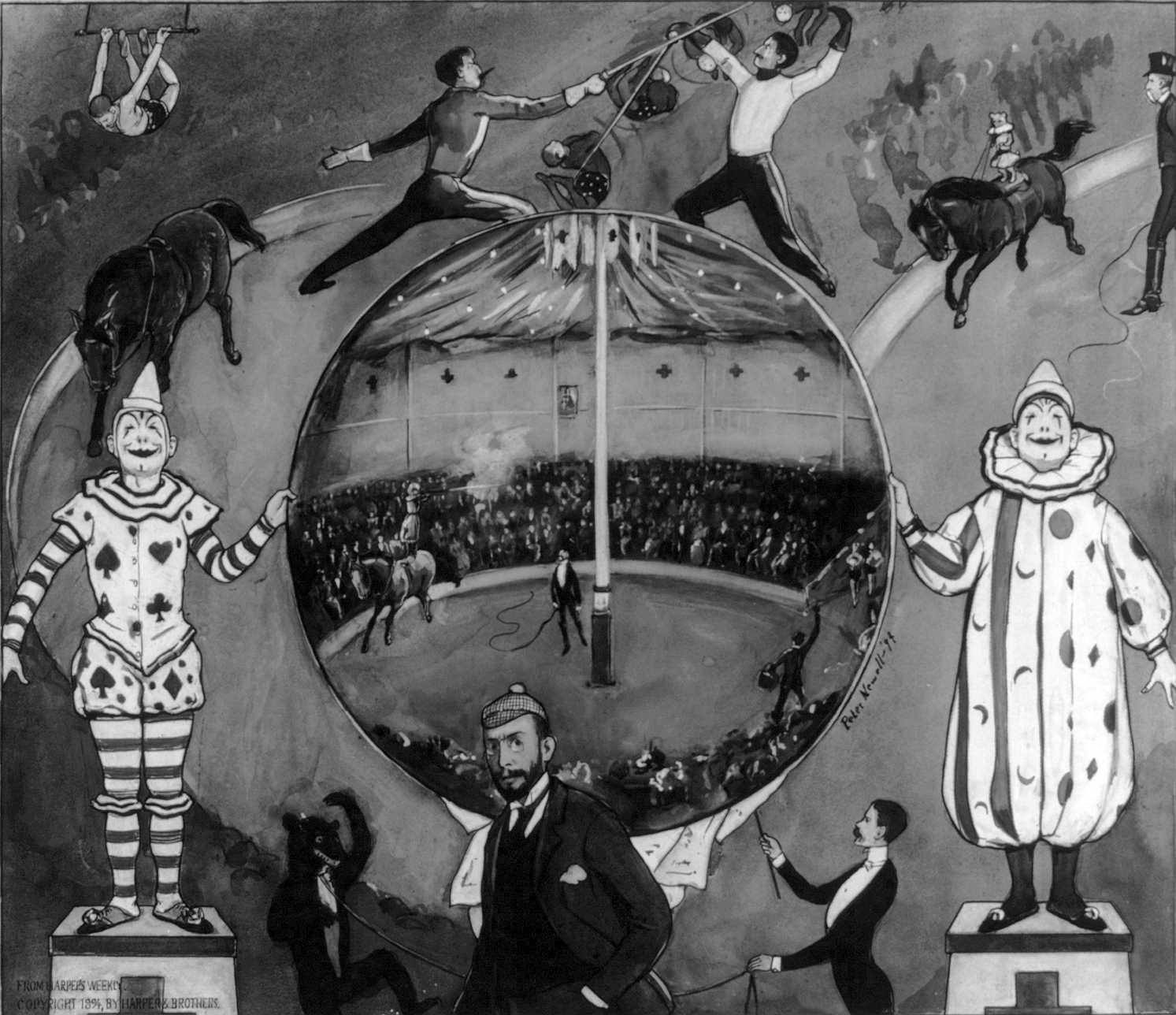
The Amateur Circus at Nutley (1894)アメリカのイラストレーターであるピーター・ニューウェル画。中央の円内左に騎乗しながら射撃するオークレイが描かれている。

オークレイはすぐに地元で有名になった。1875年の感謝祭、ボーマン&バトラーがシンシナティで射撃ショーを行なった。アイルランド移民で以前は犬のトレーナーであった射撃手のフランク・E・バトラー(1847–1926)は、シンシナティのホテルオーナーであるジャック・フロストと共に100ドル(2023年時点の$2,800と同等)を賭けて地元の射撃の名手たちを打ち負かしていた。フロストは「バトラーが待つ最後の挑戦者は身長5フィート(1.52m)、15歳の少女アニー」と紹介し、オークレイとバトラーに射撃の腕を競わせた。バトラーは25発目を失敗し、賭けに負けた。一説によると、バトラーの銃により、境界線から約2フィート (60 cm)向こうで鳥が撃たれて落下した。すぐにバトラーはオークレイに求婚し、2人は結婚した。2人には子供はいない。

### 出会いおよび結婚の日時の議論
現代のシンシナティ・エンクワイア紙によると、この競技は1875年でなく1881年であった可能性があり、明確な記録は残っていない。伝記執筆者のシリ・キャスパーは、1903年と1924年のバトラーのインタビューによると、1881年、グリーンビル近くのおそらくノース・スターで行なわれたとされる。他に1881年であればシンシナティ近くのノース・フェアマウントで行なわれたという説もある。アニー・オークレイ・センター・ファンデーションは、1875年にシンシナティ近くに姉のリディアの嫁ぎ先を訪問したと語っている。しかしリディアがジョセフ・C・スタインと結婚したのは1877年3月19日であることから信憑性は低い。1881年、オークレイと母は結核で重篤のリディアを見舞いに行ったとされる。1875年にはマーティン・ビビスとWHライデナーによるビビス・ハウス・ホテルはまだ操業されていた。豚肉工場であった建物で1860年頃ホテルとして創業した。ジャック・フロストが買収するのは1879年以降のことである。1880年、シンシナティ・エンクワイア紙にボーマン&バトラーの射撃ショーが初めて掲載された。1881年、ボーマン&バトラーはセルズ・ブラザーズ・サーカスと契約し、同年後期、コロシアム・オペラ・ハウス公演に出演した。
射撃ショーの日付はともかく、オークレイとバトラーはその1年後に結婚した。カナダのオンタリオ州に所蔵される証明書番号49594によると、1882年6月20日、オンタリオ州ウィンザーで結婚した。多くの情報源が1876年8月23日にシンシナティで結婚したとしているが、明確な証明となる記録は残っていない。複数の異なる日時が存在する原因として、バトラーと先妻ヘンリエッタ・ソーンダースとの離婚が1876年まで成立しなかったことが挙げられる。1880年の国勢調査には妻はソーンダースと記載されている。複数の情報源が伝える妻の名エリザベスは誤りで、これは孫の名前であり、その父親はエドワード・F・バトラーである。ショービジネスに携わっている間、オークレイは5から6歳若くみられることが多かった。結婚日時が遅いことが若くみられることに役立ったとされる。

## キャリアおよび巡業
当面の間、オークレイとバトラーはシンシナティに居住した。芸名「オークレイ」はバトラーとコンビを組むようになってから、2人が住むシンシナティの街の名前から名づけられたとされる。他に、子供の頃に汽車賃を肩代わりしてくれた紳士の名前にあやかったとする説もある。

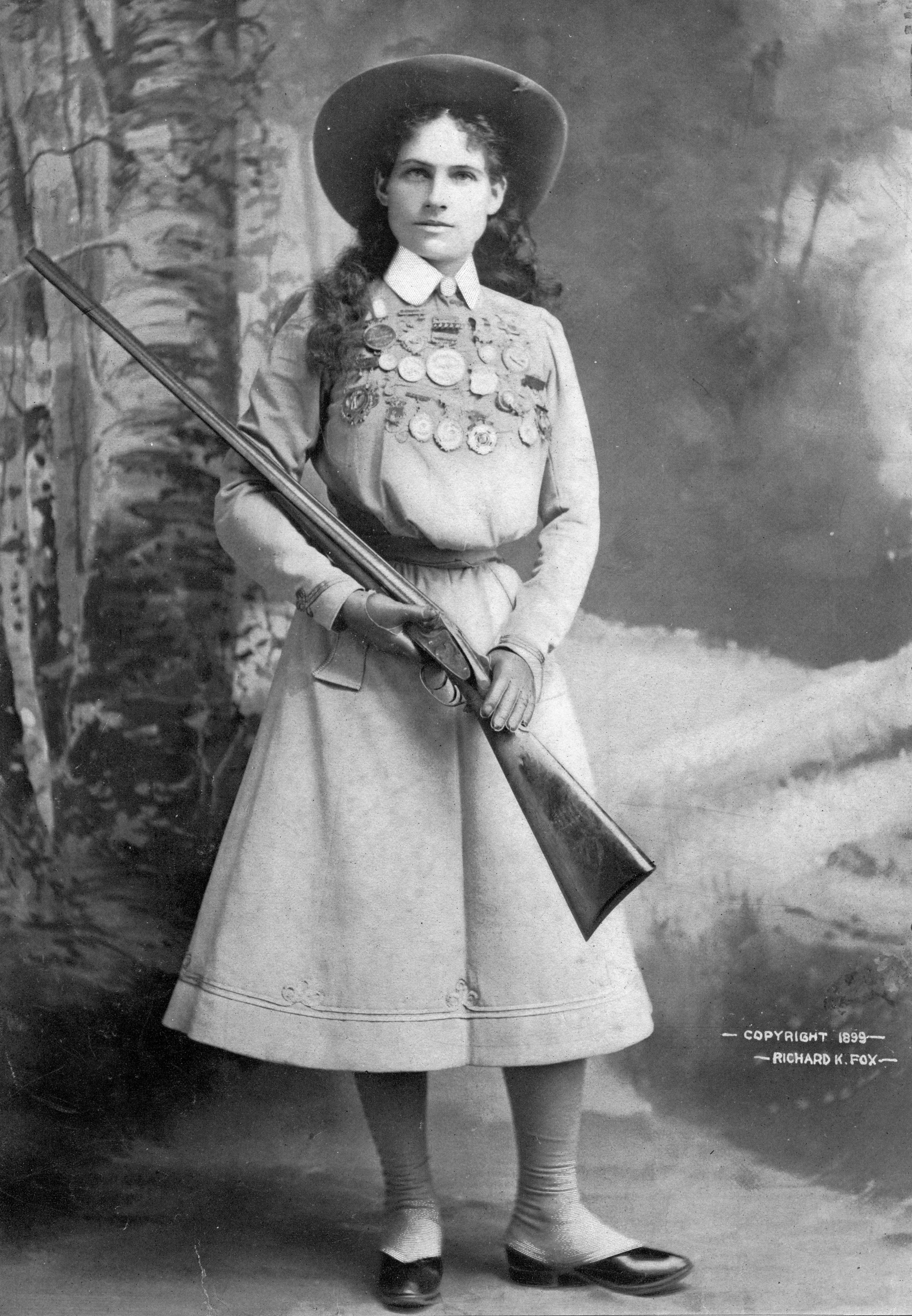
1899年頃のオークレイ

1885年、2人はバッファロー・ビルのワイルド・ウエスト・ショーに参加した。同僚となったシッティング・ブルは「小さな狙撃手」を意味する"Watanya Cicilla"とニックネームをつけ、宣伝にも使われた。
初登壇で、ライフル射撃の名手リリアン・スミスとライバル関係となった。1886年、オークレイより11歳若い15歳でワイルド・ウエスト・ショーに参加してメディアでもてはやされたことから、のちにオークレイも年齢を改ざんすることになったのではないかとされている。オークレイはショーを一時離脱したが、2年後の1889年、スミスの離脱後にパリ万国博覧会に合わせて復帰した。3年に亘る巡業では単に「アメリカ初の女性スター」とだけ紹介された。ショーではバッファロー・ビルに次いで高収入を得ていた。また副業として他の様々なショーにも出演していた。
ヨーロッパではイギリスのヴィクトリア女王、イタリアのウンベルト1世、フランスのマリー・フランソワ・サディ・カルノーなど数々の王族や首長らの前で腕前を披露した。ドイツ皇帝となったばかりのヴィルヘルム2世のリクエストにより、オークレイは皇帝自身がくわえた葉巻の灰を撃ち落としたとされる。

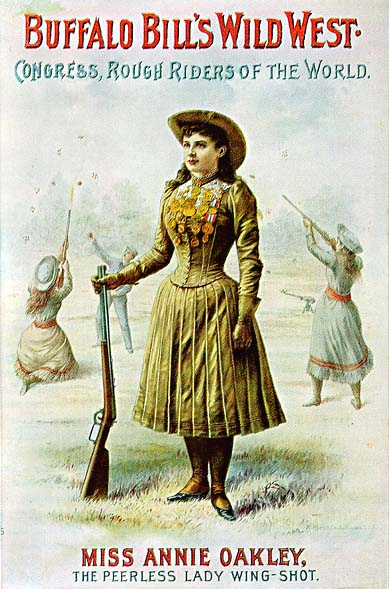
ワイルド・ウェスト・ショーのポスターのアニー・オークレイ

1892年から1904年、オークレイとバトラーはニュージャージー州ナットリーに住んでいた。
オークレイは軍隊に入隊し、1898年4月5日、ウィリアム・マッキンリー大統領に手紙を書き、アメリカとスペインの戦いに勝つために50名の女性兵士にそれぞれの銃と銃弾を要求した。
米西戦争が開戦したが、オークレイの要求は通らなかった。しかしセオドア・ルーズベルトは自身が率いる義勇騎兵隊にオークレイが出演していた「Buffalo Bill's Wild West and Congress of Rough Riders of the World」に因んで「Rough Riders」と名づけた。
マッキンリー大統領が暗殺された1901年、オークレイは汽車の事故で重症を負ったが、脊椎の手術後回復した。ショーを降板し、1902年、これまでより体力を使わない舞台女優として、当て書きの「ウエスタン・ガール」などに出演した。ピストル、ライフル、ロープを使いアウトローを成敗するナンシー・ベリー役を演じた。
キャリアを通じ、15,000名以上の女性に銃の使い方を教授したとされる。オークレイは体や精神のためだけでなく自己防衛のために女性が銃の使い方を学ぶことを重要と考えていた。オークレイは「自然に子育てが身に着くように、全ての女性が銃を使いこなせるようになるのを望む」と語った。

## The Little Sure Shot of the Wild West (Annie Oakley)
バッファロー・ビルはトーマス・エジソンと友人であり、エジソンはショーのために当時世界最大の発電機を製作した。1894年9月24日、バッファロー・ビルとショーの15名のインディアン出演者は2本のキネトスコープに出演した。
1894年11月1日、オークレイとバトラーはエジソンのスタジオであるブラック・マリアにてキネトスコープ映画「The Little Sure Shot of the Wild West」（アニー・オークレイ）に出演し、文房具や動く物体をライフルで撃つ様子を撮影した。21秒の動画には39フィート、30コマが使われた。1894年4月14日に公開されてから11本の映画が撮影された。

## 射撃技術

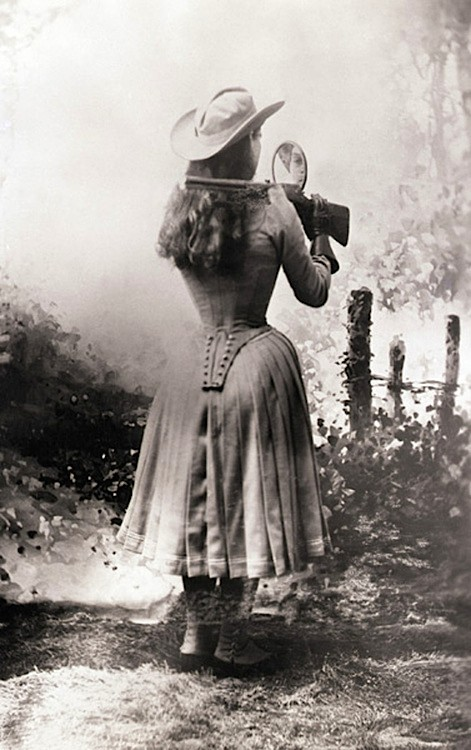
肩越し、手鏡越しで撃つオークレイ

シリ・キャスパーなどの伝記執筆者らは、オークレイが初めて銃を撃ったのは8歳であると強調している。オークレイは、家の前の芝生をリスが駆け抜け果物畑を通り、フェンスの上で木の実をとろうとしているのを見た。家からライフルを持ち出し、リスに向けて発砲すると命中した。ブリタニカ百科事典によると「オークレイの射撃技術は非常に優れており、観客を決して裏切らなかった。30ペース離れた所から横向きのトランプカード、コイントス、夫がくわえた葉巻を撃ち抜き、宙に投げられたトランプカードが地面に落ちる前にハチの巣にした」。
1884年3月19日、シッティング・ブル(R. A. Koestler-Grackによるリポート)によると「オークレイは楽しげに舞台へスキップし、ライフルを掲げ、樽の上のろうそくを狙い、1発で火を消した。ボトルのコルクやバトラーがくわえた葉巻を撃ち飛ばすのも目撃した」。

### シッティング・ブルとの交流
オークレイとシッティング・ブルはミネソタで上演されたワイルド・ウエスト・ショーで出会い、意気投合したとされる。シッティング・ブルは連邦政府へのインディアンの反乱を率いて逃亡後、ワイルド・ウエスト・ショーに参加し、オークレイと出会う前から優れた戦士およびリーダーであることが世界中に知れ渡っていた。シッティング・ブルはオークレイの射撃技術に感銘を受け、65ドル(現代の貨幣価値で2,204ドル)で一緒に写真を撮った。オークレイによると、互いに尊敬し尊重しあい、共に過ごす時間が増えていった。シッティング・ブルはオークレイに超人的才能があると信じ、1884年、オークレイを娘のように取り計らい、「"Little Sure Shot"」(小さな狙撃手)と名づけ、オークレイはこの名をキャリアを通じて使用した。

## 名誉棄損訴訟
1904年、コカイン常習者であるという噂が大々的に流された。新聞界の重鎮ウィリアム・ランドルフ・ハーストはオークレイがコカインを入手するために盗みを働き逮捕されたとするフェイクニュースを流した。実際にシカゴ警察に逮捕されたのは同姓同名のバーレスク・ダンサーであった。
この事件を報じた新聞の多くはハーストの記事を基にしており、これが誤りであると知るとすぐに撤回し謝罪した。しかしハーストは $20,000 (2023年時点の$680,000と同等)とされる解決金を回避しようと、オークレイの故郷であるオハイオ州ダーク郡に調査員を送り、オークレイの評判を落とすような過去のゴシップを探させたが、何の収穫もなかった。
その後6年間、オークレイは新聞社に対する55もの名誉棄損訴訟のほとんどで勝訴した。しかし裁判費用は賠償金を上回った。

## 後年および死

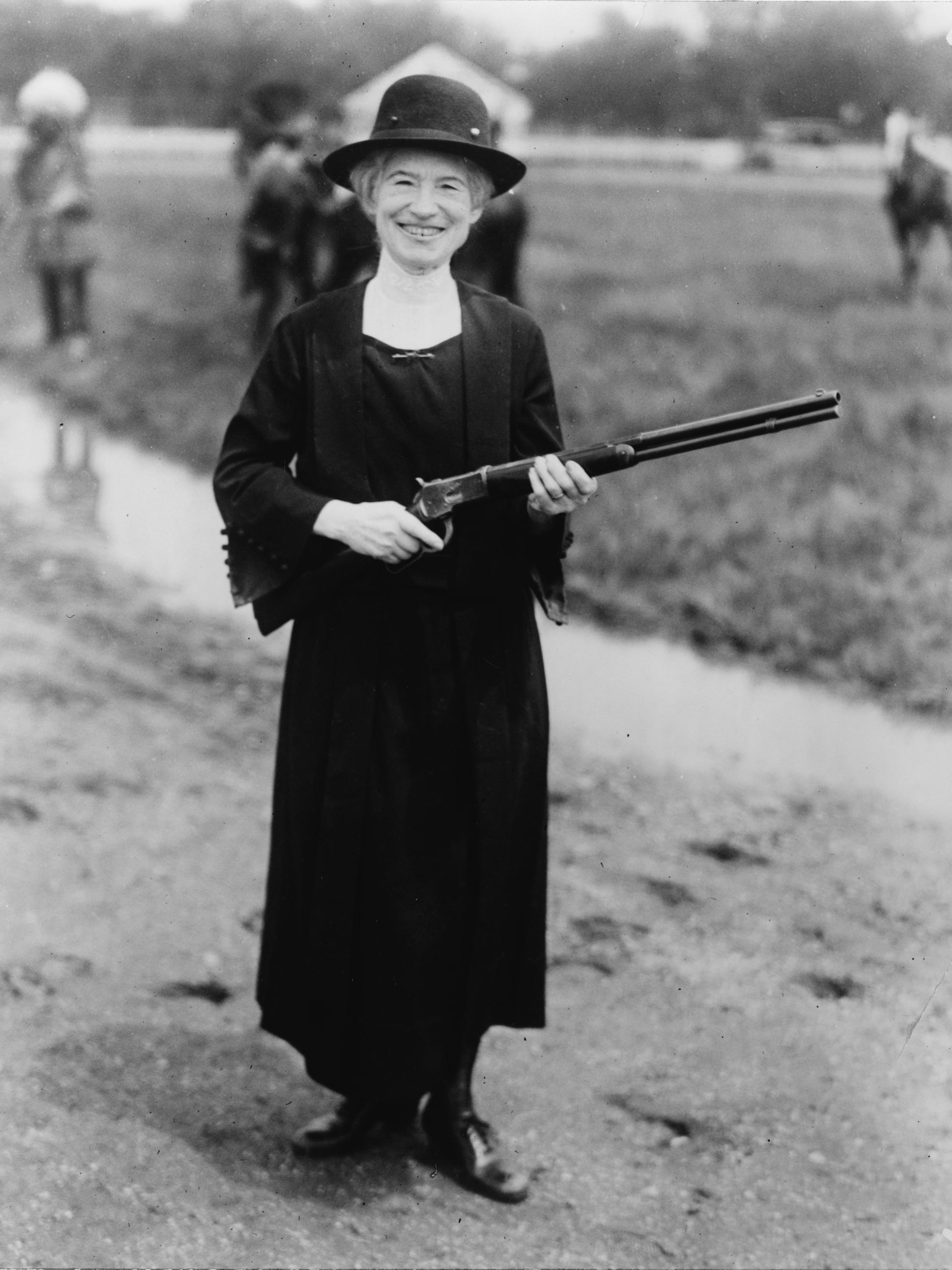
1922年

1913年、バトラーはメリーランド州ケンブリッジにレンガ作りのバンガロー様式の家を建てた。アニー・オークレイ・ハウスとして知られ、1996年、アメリカ合衆国国家歴史登録財に指定された。1917年、ノースカロライナ州に転居した。
60代になると、若い女性たちをサポートするなど女性の人権を含む多方面での慈善家としての活動も活発になった。サイレント映画へ復帰し、主演した。1922年、62歳でノースカロライナ州パインハーストで行なわれた射撃コンテストで16ヤード (15 m)離れた場所からクレー射撃連続100発命中した。
1922年後期、夫妻は交通事故に遭い、右脚に装具を装着しなければならなくなった。リハビリに1年以上かけ射撃に復帰し、1924年に記録を打ち立てた。
1925年、体調が悪化し、1926年11月3日、66歳でオハイオ州グリーンビルで悪性貧血のため亡くなった。火葬され、グリーンビル近くのブロック墓地に埋葬された。
B・ホーガンによるとバトラーは悲嘆に暮れ食事も喉を通らず、18日後
にミシガン州にて亡くなりオークレイの隣に埋葬された。キャスパーによると、死亡証明書には死因は老衰と記載されていた。一説によると、オークレイの遺灰は数々のトロフィーのうち1つに入れられ、バトラーの棺桶に入れられたとされる。1926年11月25日の感謝祭にオークレイの遺灰とバトラーの遺体が共に埋葬された。
オークレイの死後、未完成の自伝が舞台コメディアンのフレッド・ストーンに贈られた。オークレイの遺産は全て家族およびチャリティに使用された。
膨大な量のオークレイの個人資産、記念品、銃はオハイオ州グリーンビルにあるGarst Museum and the National Annie Oakley Centerに常設展示されている。また オークレイはトラップ射撃の殿堂、テキサス州フォートワースにある全米カウガール殿堂博物館、アメリカ女性殿堂、オハイオ女性の殿堂、ニュージャージーの殿堂に殿堂入りしている。

## 姓について
オークレイの本名の姓であるMoseyにはいくつかのバリエーションがある。伝記執筆者の多くはMosesとしている。1860年の国勢調査ではMauzyとしているが、調査員による誤りとされる。1870年の国勢調査では「Ann Mosey」となっており、父親の兵役登録にも墓石にもMoseyと記されている。Moseyは親族が運営するアニー・オークレイ・ファンデーションも公式に使用している。他にMosieというスペルも使用されている。
キャスパーによると、オークレイはMozeeと主張しており、弟のジョンと議論になった。キャスパーはオークレイがMozeeの方が聞こえが良いと考えていたのではないかと推測する。また、子供の頃に名前についてからかわれたため改名したという説もある。
1884年3月に弟ジョンと妹ハルダがそれぞれの婚約者と合同結婚式を行うに際し、姓をMosesに変更した。

## 優待券の名の由来
オークレイの存命中、舞台業界において優待券のことを「アニー・オークレイズ」と呼ばれるようになった。転売を防ぐために穴が開けられるが、オークレイが撃ったトランプカードに似ているためとされる。

## 影響
オークレイの射撃手としての世界的名声により、ワイルド・ウエスト・ショーの出演者の中でもより多くの収入を得ていた。経済的に力をつけてもなお自身の育ってきた環境を忘れてはいなかった。夫妻は度々孤児への支援組織に寄付をしていた。金銭面だけでなく、オークレイは女性たちに多大な影響を与えた。
オークレイはマッキンリー大統領に米西戦争で女性射撃手の参加を訴えたが断られた。それでもオークレイは女性が強さを示すために銃の使い方を学ぶべきと信じていた。ローラ・ブロウダーは著書「Her Best Shot: Women and Guns In America」の中で、いかにオークレイの活躍が女性や若者に希望を与えたかについて語っている。オークレイは女性は教育を受け独立するべきだと力説した。オークレイはアメリカのカウガールのイメージを作り上げるのに多大な影響を与えた。オークレイは女性は機会さえ与えられれば男性と同等の能力を発揮できるということを大いに証明した。

## 関連作品
- 愛の弾丸(Annie Oakley) - 1935年公開のアメリカ映画。バーバラ・スタンウィックがアニー役で主演。
- アニーよ銃をとれ - 1946年、オークレイの生涯を大まかに基にした、アーヴィング・バーリン作詞作曲によるブロードウェイ・ミュージカル[68]。 初演および1966年の再演において、エセル・マーマンが主演、アニー役。
  - アニーよ銃をとれ - 1950年公開の映画。主演、アニー役はベティ・ハットン、フランク役はハワード・キール。
  - 1948年の全米ツアー公演でアニー役を演じたメアリー・マーティンが、1957年のNBCによるテレビ・ミュージカルでも主演。フランク役はジョン・レイト。
- アニー・オークレイ - 1954年から1956年にかけてアメリカの独立局系で放映されたテレビドラマ。主演、アニー役は実際に射撃と乗馬の名人であった若手女優ゲイル・デービス。日本では、『アニーよ銃をとれ』の題で1957年からKRテレビ（現在のTBSテレビ）で放映され、その後も再放送された。目にも止まらぬ拳銃の早撃ちで悪人の銃を叩き落とすが殺しはしないヒロインとして描かれている（週刊TVガイド編集部編 『昭和30年代のTVガイド』 ごま書房 1983年）。
- ビッグ・アメリカン - 1976年公開の映画。原題『バッファロービルとインディアン』(Buffalo Bill and the Indians, or Sitting Bull's History Lesson)。ジェラルディン・チャップリンがアニー役を演じている。
- Tall Tales & Legends - 1985年、Showtimeで公開されたテレビ番組。ジェイミー・リー・カーティスがアニー役。
- バッファロー・ガールズ - 1996年公開の映画。リーバ・マッキンタイアがアニー役。アンジェリカ・ヒューストンが主役のカラミティ・ジェーン役。他にメラニー・グリフィスが出演。1999年の『アニーよ銃を取れ』ブロードウェイ再演では主演のバーナデット・ピーターズおよびトム・ウォパット降板後の2001年1月26日から6月22日、マッキンタイアがアニー役でブロードウェイ・デビューし、ブレント・バレットがフランク役を演じた。
- オーシャン・オブ・ファイヤー - 2004年公開の映画。エリザベス・ベリッジがアニー役。
- "RuPaul's Drag Race All Stars" Season 2 - 2016年のリアリティ番組。エピソード3「"HERstory Of The World"」でアリッサ・エドワーズがアニー役。
- "Avenging Annie" - アンディ・プラットの曲で、オークレイがプリティ・ボーイ・フロイドに会ったことを物語っている[69]。
- ‘’Girl with a Gun'’ (2018年)、’’Peccadillo at the Parace’’ (2019年)、’’Folly at the Fair’’ (2020年) - Kari Bovée著によるオークレイを題材とした歴史ミステリー小説三部作。